# Рыжова, Ольга Юрьевна
Ольга Юрьевна Рыжова (род. 12 сентября 1984) — российская самбистка, бронзовый призёр чемпионата России 2012 года, бронзовый призёр Кубка России 2012 года, обладательница Кубка мира 2013 года, обладательница Суперкубка мира 2010 года, мастер спорта России. Выступала во второй средней (до 64 кг) и первой средней (до 68 кг) весовых категориях. Наставниками Рыжовой были С. Н. Доровских и А. Н. Ходырев.

## Спортивные достижения
- Всероссийский турнир по самбо памяти Заслуженного тренера России А. М. Сандгартена 2005 года — [3];
- Кубок России по самбо 2012 года — [4];
- Чемпионат России по самбо среди женщин 2012 года — ;
- Чемпионат Москвы по самбо 2014 года — [5];